# Cerkiew św. Dymitra w Piątkowej
Cerkiew św. Dymitra w Piątkowej – drewniana parafialna cerkiew greckokatolicka, znajdująca się w Piątkowej, w gminie Dubiecko, w powiecie przemyskim. 
Na nadprożu głównego wejścia widnieje napis: Oddaje się tą cerkiew Roku Bożego 1732. Data zapisana jest cyframi arabskimi i cyrylicą. Taką datę podają również szematyzmy duchowieństwa greckokatolickiego. Analiza cech architektonicznych sugeruje jednak, że jest to data remontu lub przebudowy cerkwi, a sama konstrukcja jest wcześniejsza. Cerkiew była odnawiana w 1881, następnie w latach 1958-1961. Od czasu wojny cerkiew nie była użytkowana, całe jej wyposażenie skradziono. W 2006 firma francuska Gonty Polskie zabezpieczyła elementy konstrukcyjne dachu oraz wymieniła podwalinę i zręby ścian sanktuarium. Cerkiew od 1947 nieużytkowana.
Cerkiew jest konstrukcji zrębowej, trójdzielna, na kamiennym podmurowaniu. Nakryta trzema kopułami na ośmiobocznych bębnach. Dookoła opasanie oparte na kamiennych słupach otynkowanych zaprawą wapienną. Wewnątrz posadzka z dzikiego kamienia, w sanktuarium kamienny prestoł. Ściany powyżej opasania i wszystkie połacie dachowe obite gontem. 

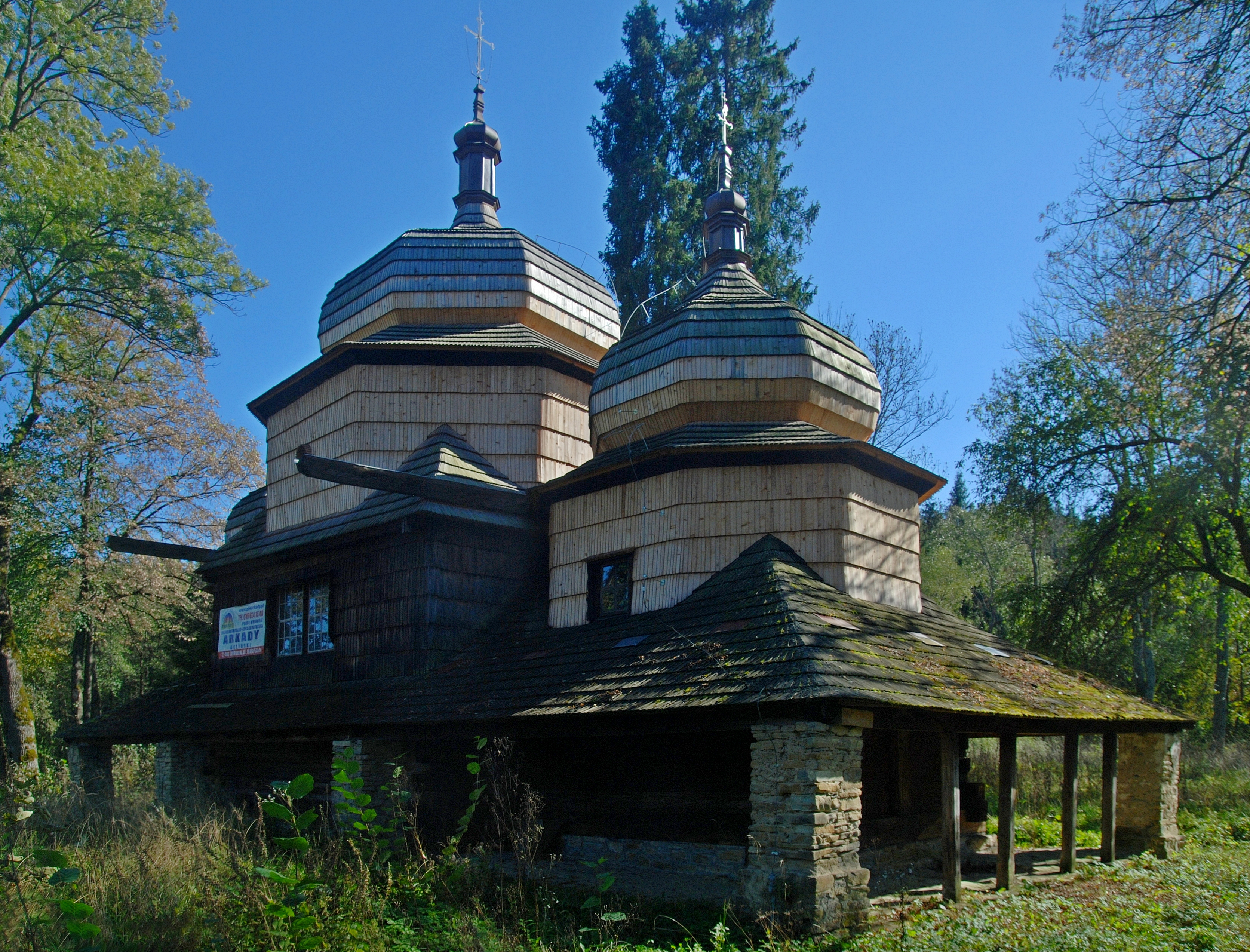
Elewacja boczna
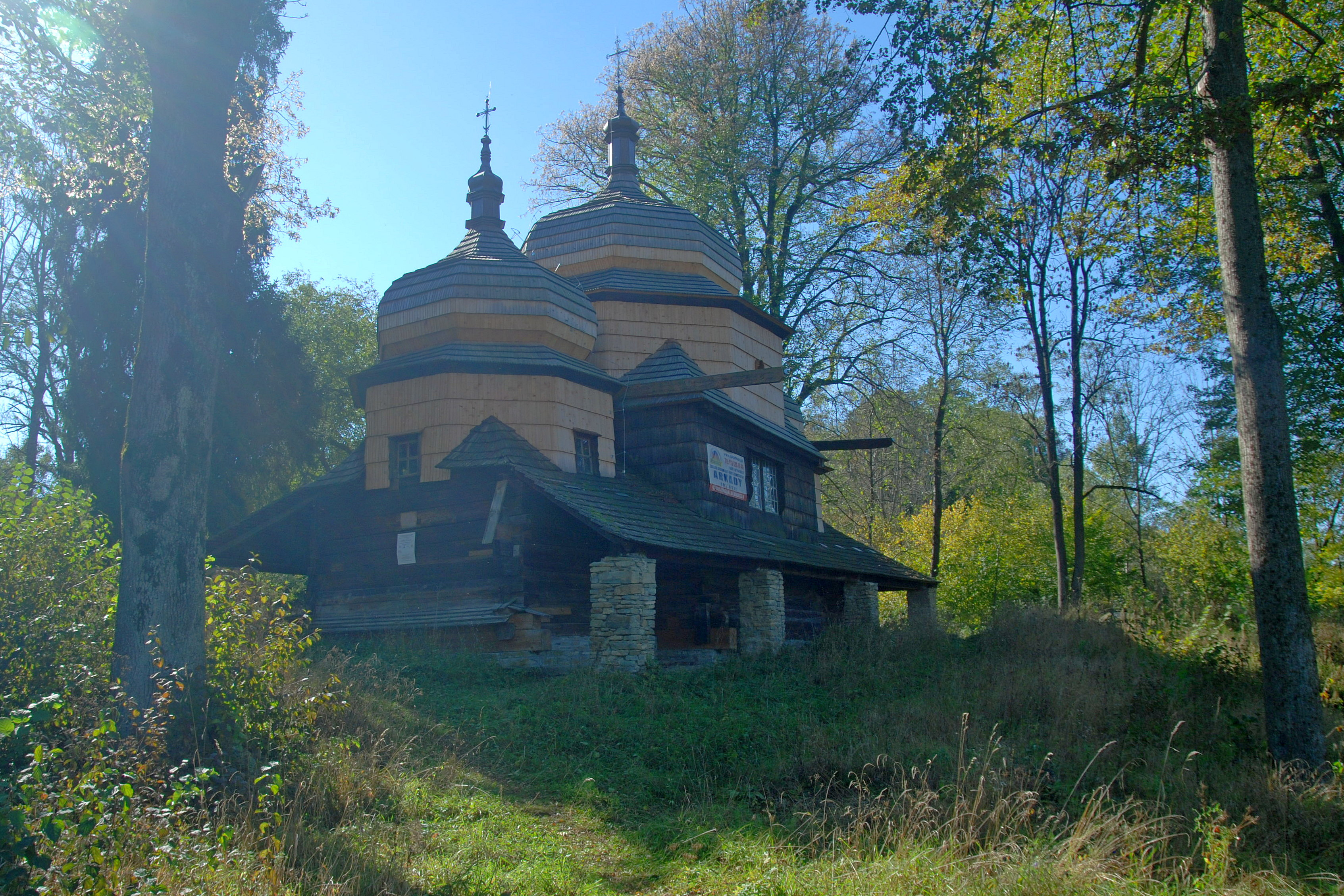
Widok od strony prezbiterium
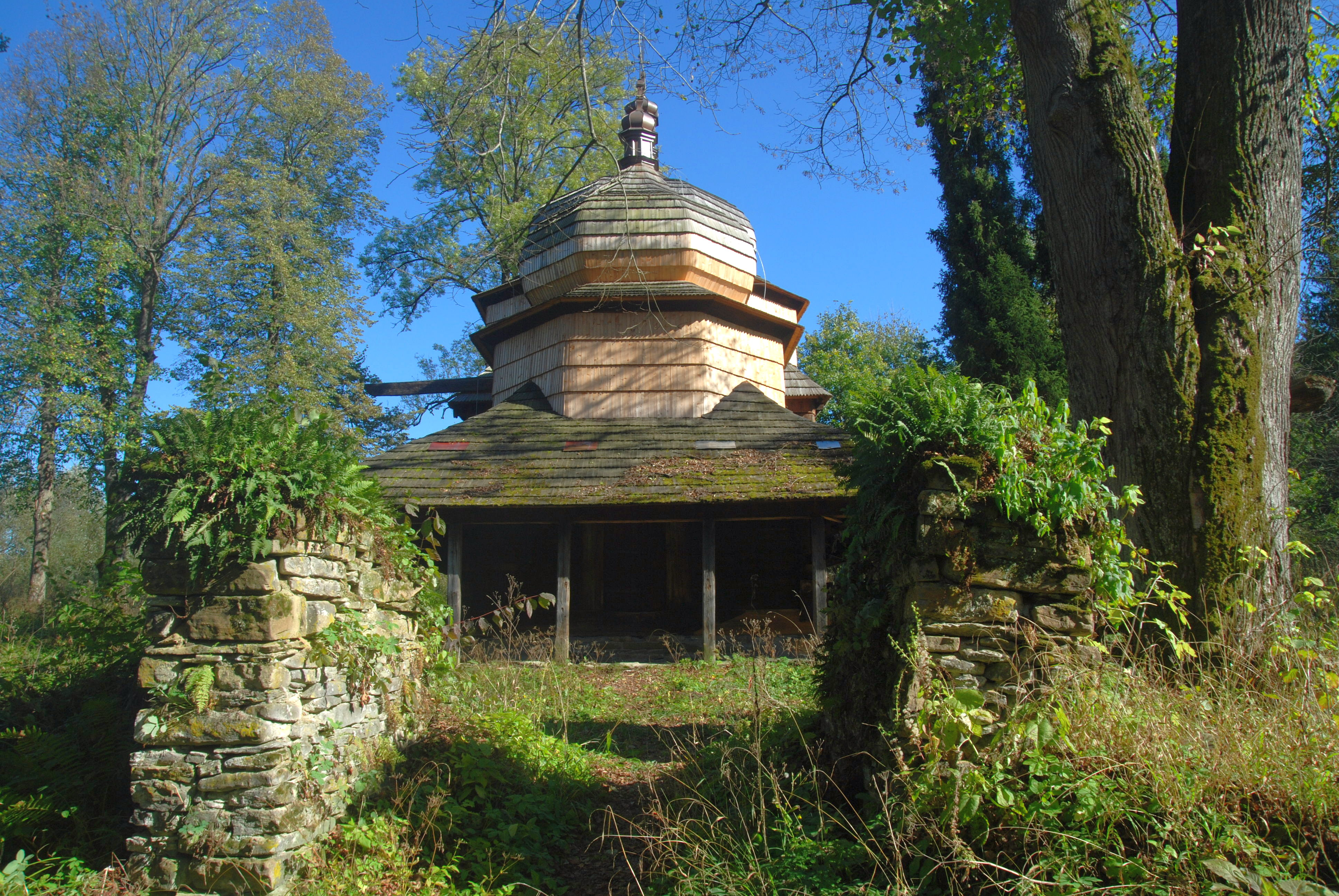
Elewacja frontowa

Świątynia w Piątkowej należy do nielicznych na terenie południowo-wschodniej Polski, trójdzielnych cerkwi kopułowych. Obiekt leży na Szlaku Architektury Drewnianej.